# Phormingochilus fuchsi
Phormingochilus fuchsi är en spindelart som beskrevs av Embrik Strand 1906. Phormingochilus fuchsi ingår i släktet Phormingochilus och familjen fågelspindlar. Inga underarter finns listade i Catalogue of Life.